# What About Bob?
What About Bob? is een Amerikaanse komische film uit 1991 van Frank Oz, met in de hoofdrollen onder meer Bill Murray en Richard Dreyfuss.

## Verhaal
Bob Wiley (Bill Murray), die aan meerdere fobieën lijdt, gaat voor de eerste keer op consult bij de over een enorm ego beschikkende New Yorkse psychiater Leo Marvin (Richard Dreyfuss). Bob vindt de sessie bemoedigend, maar tot zijn teleurstelling gaat dr. Marvin vlak daarna op vakantie. In paniek besluit hij de arts en diens gezin naar hun vakantieadres te volgen, waar hij hulp krijgt van het echtpaar Guttman, dat een conflict heeft met Leo. De arts weigert hem daar te behandelen, maar al snel blijkt Bob prima overweg te kunnen met diens gezin, eigenlijk zelfs beter dan Leo zelf. Bobs aanwezigheid drijft de arts uiteindelijk tot waanzin.

## Rolverdeling
| Acteur           | Personage              | Opmerkingen     |
| ---------------- | ---------------------- | --------------- |
| Bill Murray      | Bob Wiley              |                 |
| Richard Dreyfuss | dr. Leo Marvin         | Bobs psychiater |
| Julie Hagerty    | Fay Marvin             | Leo's vrouw     |
| Charlie Korsmo   | Sigmund (Siggy) Marvin | Leo's zoon      |
| Kathryn Erbe     | Anna Marvin            | Leo's dochter   |
| Tom Aldredge     | Mr. Guttman            |                 |
| Susan Willis     | Mrs. Guttman           |                 |